# Resolution 1749 des UN-Sicherheitsrates
Die Resolution 1749 des UN-Sicherheitsrates ist eine Resolution zur Situation im Gebiet der Afrikanischen Großen Seen, die der Sicherheitsrat der Vereinten Nationen am 28. März 2007 auf seiner 5650. Sitzung einstimmig angenommen hat.
Der Sicherheitsrat berief sich bei seiner Entscheidung auf die Resolutionen 918 (1994), 1005 (1995), 1011 (1995), 1013 (1995), 1053 (1996), sowie 1161 (1998) und legte auch den Bericht des Komitees zu Ruanda vom 28. Dezember 2006 (Dokument S/2006/1049) zugrunde, das durch die Resolution 918 gebildet worden war.
Das Gremium reagierte damit auf den Brief des Ständigen Vertreters Ruandas bei den Vereinten Nationen vom 2. März 2007 (Dokument S/2007/121), der die Beendigung der Maßnahmen nach Paragraph 11 der Resolution 1011 (1995) verlangt hat. Diese hatte festgelegt, dass die Mitgliedsstaaten dem Komitee Lieferungen von Waffen und ähnlichem Material an Ruanda melden mussten und die Regierung Ruandas solche Lieferungen markieren, registrieren und melden musste. 
Der Wunsch Ruandas war damit begründet, dass das Embargo gegen die Regierung gerichtet war, die in Ruanda zum Zeitpunkt der Verabschiedung der Resolution 918 regierte und im Jahre 1994 abgesetzt worden war. Das 918-Komitee hatte bereits 1996 festgestellt, dass eine Überwachung von Waffenlieferungen nicht länger erforderlich war, es aber bis 2006 wegen Meinungsverschiedenheiten nicht in der Lage war, zu einer Einigung zu kommen. Bereits zum 1. September 2006 hat der Sicherheitsrat die Bestimmungen von Paragraph 13 der Resolution 918 (1994) aufgehoben. 
Der Sicherheitsrat verlangte allerdings auch weiterhin von allen Mitgliedsstaaten die Zusammenarbeit mit den Komitees, die durch die Resolution 918 und 1533 (2004) aufgestellt wurden, und der Expertengruppe, deren Mandate durch die Resolution 1698 (2006) erneuert worden war. Er betonte die Bedeutung der Nichtlieferung von Waffen und ähnlichem Material an illegale bewaffnete Gruppen.
Das Gremium begrüßte die Unterzeichnung des Paktes zur Sicherheit, Stabilität und zur Entwicklung der Region der Großen Afrikanischen Seen vom 15. Dezember 2006 und forderte die Unterzeichnerstaaten auf, diesen schnellstens zu ratifizieren und umzusetzen.
Unter Kapitel VII der Charta der Vereinten Nationen entschied der Sicherheitsrat, die Maßnahmen nach Paragraph 11 der Resolution 1011 (1995) mit sofortiger Wirkung zu beenden.